# Boston Society of Film Critics Awards 2002
La 23ª edizione dei Boston Society of Film Critics Awards si è svolta il 15 dicembre 2002.

## Premi

### Miglior film
- Il pianista (The Pianist), regia di Roman Polański
  - 2º classificato: Gangs of New York, regia di Martin Scorsese

### Miglior attore
- Adrien Brody - Il pianista (The Pianist)
  - 2º classificato: Daniel Day-Lewis - Gangs of New York

### Migliore attrice
- Maggie Gyllenhaal - Secretary
  - 2º classificato: Julianne Moore - Lontano dal Paradiso (Far from Heaven)

### Miglior attore non protagonista
- Alan Arkin - Tredici variazioni sul tema (Thirteen Conversations About One Thing)
  - 2º classificato: John C. Reilly - Chicago, Gangs of New York, The Good Girl e The Hours

### Migliore attrice non protagonista
- Toni Collette - The Hours e About a Boy - Un ragazzo (About a Boy)
  - 2º classificato: Catherine Zeta-Jones - Chicago

### Miglior regista
- Roman Polański - Il pianista (The Pianist)
  - 2º classificato: Martin Scorsese - Gangs of New York

### Migliore sceneggiatura
- Charlie Kaufman e Donald Kaufman - Il ladro di orchidee (Adaptation.)

### Miglior fotografia
- Edward Lachman - Lontano dal paradiso (Far from Heaven)

### Miglior documentario
- The Kid Stays in the Picture, regia di Nanette Burstein e Brett Morgen

### Miglior film in lingua straniera
- Y tu mamá también - Anche tua madre (Y tu mamá también), regia di Alfonso Cuarón  ·   Messico

### Miglior regista esordiente
- Peter Care - The Dangerous Lives of Altar Boys